# Natick (Massachusetts)
Natick es un pueblo ubicado en el condado de Middlesex en el estado estadounidense de Massachusetts. En el Censo de 2010 tenía una población de 33.006 habitantes y una densidad poblacional de 798,48 personas por km².

## Geografía
Natick se encuentra ubicado en las coordenadas 42°17′5″N 71°20′56″O / 42.28472, -71.34889. Según la Oficina del Censo de los Estados Unidos, Natick tiene una superficie total de 41.34 km², de la cual 38.73 km² corresponden a tierra firme y (6.31%) 2.61 km² es agua.

## Demografía
Según el censo de 2010, había 33.006 personas residiendo en Natick. La densidad de población era de 798,48 hab./km². De los 33.006 habitantes, Natick estaba compuesto por el 87.32% blancos, el 2.1% eran afroamericanos, el 0.13% eran amerindios, el 7.23% eran asiáticos, el 0.03% eran isleños del Pacífico, el 1.18% eran de otras razas y el 2.01% pertenecían a dos o más razas. Del total de la población el 3.01% eran hispanos o latinos de cualquier raza.